# Photographie réflexive
 (novembre 2024).
Si vous disposez d'ouvrages ou d'articles de référence ou si vous connaissez des sites web de qualité traitant du thème abordé ici, merci de compléter l'article en donnant les références utiles à sa vérifiabilité et en les liant à la section « Notes et références ».
La photographie réflexive est une méthode de recherche visuelle utilisée en sciences humaines, qui repose sur des photographies prises par les participants eux-mêmes. Ces images servent de support pour des entretiens d’élicitation, durant lesquels les participants réfléchissent et discutent de ce qu'elles signifient pour eux. Cette méthode aborde l'expérience du point de vue du sujet, au lieu de se concentrer uniquement sur les actions observables par le chercheur.
Cette approche trouve ses racines dans les disciplines de l'anthropologie et de la sociologie, particulièrement en Amérique du Nord. Elle fait partie des techniques visuelles qui cherchent à enrichir la compréhension des phénomènes sociaux en donnant une voix et une perspective plus intime aux participants, souvent en marge des approches classiques fondées sur les entretiens verbaux ou les observations directes.
Elle peut s’apparenter à l'expression photo-élicitation mais également au dispositif Photovoice, une technique de recherche-action développée dans les années 1990 par Caroline Wang et Mary-Anne Burris de l'Université du Michigan. Ce dispositif repose sur l'utilisation de la photographie comme outil pour exprimer des expériences personnelles et stimuler la réflexion critique, notamment à travers des discussions en groupe.
En Sciences de l'information et de la communication (SIC), diverses études adoptent des méthodes créatives fondées sur des protocoles visuels tels que la photographie, le dessin et le collage, permettant ainsi une exploration plus approfondie des expériences individuelles et collectives. En France, l'utilisation de méthodes visuelles est moins courante, bien que l'on puisse mentionner les travaux d'Hervé Glévarec, qui s'appuient sur des photographies réalisées par le chercheur et des carnets créés par les participants pour analyser les pratiques culturelles des jeunes. Dans son ouvrage souvent cité La culture de la chambre : Préadolescence et culture contemporaine dans l'espace familial (2009) il étudie les pratiques culturelles des jeunes dans leur espace familial.